# Nyctemera pallescens
Nyctemera pallescens là một loài bướm đêm thuộc phân họ Arctiinae, họ Erebidae.